# Iwan Wychrystiuk
Iwan Andriejewicz Wychrystiuk (ros. Иван Андреевич Выхристюк; ur. 29 stycznia 1929) – radziecki zapaśnik walczący w stylu wolnym. Olimpijczyk z Melbourne 1956, gdzie zajął szóste miejsce w kategorii plus 87 kg roku.
Zajął czwarte miejsce na mistrzostwach świata w 1957. Mistrz ZSRR w 1957; drugi w 1955 i 1958 roku.